# Trapelus
Genre
Trapelus est un genre de sauriens de la famille des Agamidae.

## Répartition
Les 13 espèces de ce genre se rencontrent dans le sud de l'Asie et dans le nord de l'Afrique.

## Liste des espèces
Selon The Reptile Database (4 décembre 2014) :
- Trapelus agilis (Olivier, 1807)
- Trapelus agnetae (Werner, 1929)
- Trapelus boehmei Wagner, Melville, Wilms & Schmitz, 2011
- Trapelus flavimaculatus Rüppell, 1835
- Trapelus jayakari (Anderson, 1896)
- Trapelus megalonyx Günther, 1864
- Trapelus mutabilis (Merrem, 1820)
- Trapelus rubrigularis Blanford, 1875
- Trapelus ruderatus (Olivier, 1804)
- Trapelus sanguinolentus (Pallas, 1814)
- Trapelus savignii (Duméril & Bibron, 1837)
- Trapelus schmitzi Wagner & Böhme, 2006
- Trapelus tournevillei (Lataste, 1880)

## Étymologie
Le nom de ce genre, trapelus, vient du grec τρεπειν qui signifie « changer » en référence aux changements de couleur dont sont capables ces lézards.

## Publication originale
- Cuvier, 1817 : Le règne animal distribué d’après son organisation, pour servir de base à l’histoire naturelle des animaux et d’introduction a l’anatomie comparée vol. 2, Les reptiles, les poissons, les mollusques et les annélides, Déterville, Paris.